# Zemaljski muzej Bosne i Hercegovine
Zemaljski muzej Bosne i Hercegovine u Sarajevu je muzejska institucija u Bosni i Hercegovini, osnovana 1888. godine, za vrijeme Austro-Ugarske vladavine. 

## Povijest
Kao jedna od još uvijek neistraženih zemalja Balkana, Bosna i HercegovinaBosna i Hercegovina je privlačila zanimanje mnogih znanstvenika, naročito onih iz Austro-Ugarske, ali i pozornost pseudoznanstvenika i lovaca na blago. To je već prvih godina austrougarske okupacije rezultiralo iznošenjem spomenika kulture s prostora Bosne i Hercegovine. Takvo je stanje ubrzalo je ostvarivanje ideje o osnivanju muzeja: prvo je osnovano Muzejsko društvo, a zatim i Zemaljski muzej 1. veljače 1888. godine. Zemaljska vlada, kao osnivač institucije, imenovala je za ravnatelja Muzeja vladinog savjetnika Kostu Hörmanna.
U početku je muzej bio smješten u neuvjetnim prostorijama, da bi regulacijskim planom iz 1909. godine načinjena skica muzeja i predviđena njegova izgradnja u središnjem dijelu grada Sarajeva, na današnjem Trgu Bosne i Hercegovine. Arhitekt Karlo Paržik je uradio projekt za zgradu muzeja, koja se sastoji od četiri zasebna paviljona, međusobno povezana terasama, s unutrašnjim atrijom gdje je smješten botanički vrt. Zgrada je rađena u neorenesansnom stilu. Zanimljivo je da je to jedina zgrada muzeja u jugoistočnoj Europi koja je namjenski građena za tu svrhu. 
Muzej je teško oštećen tijekom posljednjih ratnih sukoba u Bosni i Hercegovini od 1992. do 1995. godine, a tadašnji ravnatelj, Rizo Sijarić, je poginuo prilikom granatiranja muzeja u prosincu 1993. Nakon nekoliko godina obnove, muzej je otvoren uz nastavak obnove kolekcije. Dana 4. listopada 2012., nakon 124 godina djelovanja muzej je zatvorio svoja vrata zbog razmirica oko financiranja. Muzej je ponovno otvorio svoja vrata tek 15. rujna 2015. godine. Tokom svoga postojanja Zemaljski muzej Bosne i Hercegovine također izdaje i svoj časopis Glasnik Zemaljskog muzeja Bosne i Hercegovine. To je ujedno i najstariji znanstveni časopis u Bosni i Hercegovini. 

### Ravnatelji Zemaljskog muzeja Bosne i Hercegovine
- Kosta Hörmann (1887., 1888. – 1906.)
- Ćiro Truhelka (1906. – 1922.)
- Šćepan Grđić (1922. – 1926.)
- Vladislav Skarić (1926. – 1936.)
- Mihovil Mandić (1936. – 1941.)
- Jozo Petrović (1941. – 1943.)
- Vejsil Čurčić (1943. – 1945.)
- Dimitrije Sergejevski (1945.)
- Vojin Gligić (1945. – 1947.)
- Špiro Kulišić (1947. – 1950.)
- Marko Vego (1950. – 1957.)
- Alojz Benac (1957. – 1967.)
- Borivoj Čović (1967. – 1973.)
- Željka Bjelčić (1973. – 1980.)
- Almas Dautbegović (1980. – 1988.)
- Rizo Sijarić (1993.)
- Enver Imamović (1993. – 1995.)
- Đenana Buturović (1995. – 2003.)
- Aiša Softić (2003. – 2008.)
- Adnan Busuladžić (2008. – 2015.)[4]
- Mirsad Sijarić (2015.-)

## Kolekcija
Zemaljski muzej Bosne i Hercegovine je tijekom svoga stogodišnjeg postojanja uspio sakupiti dobar dio kulturnog nacionalnog nasljeđa zemlje i svih njenih naroda. Eksponati su razvrstani po odjeljenjima (arheološko, etnološko i odjeljenje prirodnih znanosti) u nekoliko različitih zbirki (folklorna, numizmatička, prirodoslovna, prapovijesna, antička i druge).
Knjižnica Zemaljskog muzeja Bosne i Hercegovine je otvorena osnutkom muzeja 1888. godine kao prva znanstvena knjižnica u državi. U njoj se nalazi više od 250.000 znanstvenih publikacija, uključujući 162.000 knjiga. Najznačajnija knjiga u muzeju je Sarajevska hagada, židovski rukopisni iluminirani kodeks, koji potječe iz oko 1350. godine iz srednjovjekovne Španjolske i smatra se jednom od najljepših knjiga ove vrste. Cijela zbirka je u sustavu razmjene s 341 institucijom.

## Vanjske poveznice
- Zemaljski muzej Bosne i Hercegovine